# Dan Sullivan
Daniel Scott Sullivan (Fairview Park, Estados Unidos, 13 de noviembre de 1964) es un político estadounidense afiliado al Partido Republicano. Actualmente es senador por Alaska.

## Carrera
Nació en el estado de Ohio. Estudió en las universidades de Harvard y de Georgetown. Realizó sus prácticas en la Corte de Apelaciones de Estados Unidos para el Noveno Circuito.
En las reñidas elecciones al Senado de 2014 consiguió 135.445 votos, con lo que venció al demócrata Mark Begich, quien buscaba la reelección y consiguió 129.431 votos.
De mediados de 2009 a finales de 2010 fue fiscal general de Alaska.